# Centro Alzheimer de la Fundación Reina Sofía
El Centro Alzheimer de la Fundación Reina Sofía es un centro de salud e investigación dedicado a tratar personas con Alzheimer. El centro está ubicado en Madrid, España en el barrio de Vallecas.
Fue inaugurado por la Reina Sofía el 8 de marzo de 2007 ya que está promovido por la fundación que ella dirige. El proyecto está gestionado por la Comunidad de Madrid como parte del Servicio Madrileño de Salud (SERMAS).

## Tratamiento
El centro incluye:
1. una residencia para personas mayores de 55 años, con 156 plazas
2. un centro de día, con 40 plazas, y
3. un centro de formación.

## Investigación
La investigación se realiza a través de la Fundación Centro de Investigación de Enfermedades Neurológicas (Fundación CIEN), adscrita al Instituto de Salud Carlos III.